# Astinoo
Nella mitologia greca,  Astinoo  era il nome di diversi personaggi legati ognuno al mito della guerra di Troia.

## Il mito
Durante la guerra combattuta fra gli achei e la potente città di Troia ritroviamo sotto tale nome:
- Astinoo, figlio di Protiaone;
- Astinoo, guerriero troiano ucciso in battaglia da Diomede con un colpo al petto grazie alla sua arma di bronzo rifinito.

### Astinoo figlio di Protiaone
Durante una delle tante battaglie fra i due eserciti, Astinoo era in prima fila a combattere per i troiani. Polidamante, un eroe al servizio dell'esercito di Priamo, in quel frangente rimase senza auriga, e quindi anche se combatteva a piedi se ne avesse avuto bisogno gli era stato precluso ogni via di fuga. Appena vide libero Astinoo subito gli affidò le sorti dei suoi cavalli e lui fu ben felice di servirlo.
Quando Neottolemo, l'eroe figlio di Achille, giunse in Troade per aiutare gli Achei contro i troiani, egli assunse il comando dei Mirmidoni e con essi riuscì a massacrare quasi tutti gli eroi troiani. Sotto la sua lancia cadde sia Euripilo, nipote di Priamo giunto in soccorso dei Troiani, e anche Agenore, il valoroso figlio di Antenore. Insieme a loro venne inoltre ucciso anche Astinoo.

### Fonti
- Omero, Iliade V versi 144, XV versi 455

### Traduzione delle fonti
- Omero, Iliade, quinta edizione, Bergamo, BUR, 2005, ISBN 88-17-17273-1. Traduzione di Giovanni Cerri